# 米雅内斯
米雅内斯（法語：Mijanès，法語發音：[miʒanɛs]）是法国阿列日省的一个市镇，属于富瓦区。

## 地理
米雅内斯（42°43'50"N, 2°3'23"E）面积39.95 平方千米，位于法国奧克西塔尼大區阿列日省，该省份为法国西南部内陆省份，西部和北部与上加龙省接壤，东临奥德省，东南至东比利牛斯省接壤，南与安道尔和西班牙接壤。
与米雅内斯接壤的市镇（或旧市镇、城区）包括：阿尔蒂格、阿斯库、奥尔吕、鲁兹、康帕尼亚德索、拉法若勒、梅里亚勒、尼奥尔德索。

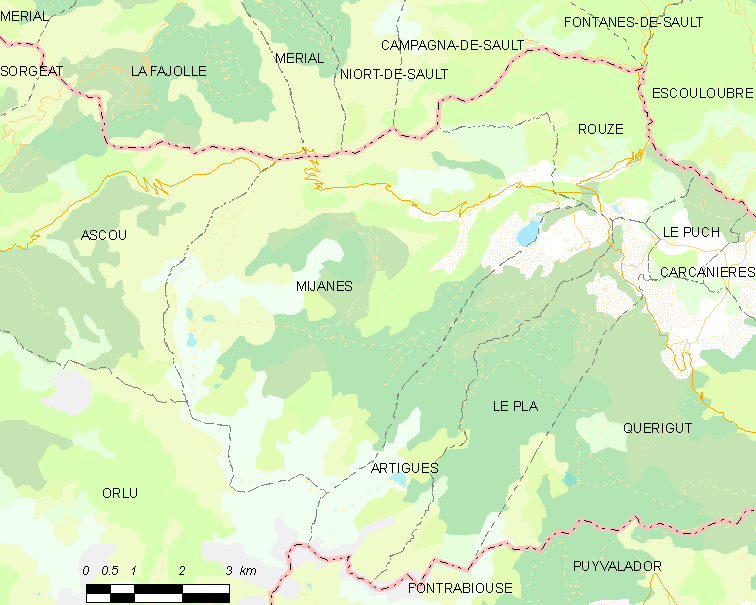
米雅内斯的OSM定位图

米雅内斯的时区为UTC+01:00、UTC+02:00（夏令时）。

## 行政
米雅内斯的邮政编码为09460，INSEE市镇编码为09193。

## 政治
米雅内斯所属的省级选区为上阿列日县。

## 人口

1962-2008年间米雅内斯人口变化图示

米雅内斯于2022年1月1日时的人口数量为58人。